# خودت را دوست داشته باش
«خودت را دوست داشته باش» ترانه‌ای از خواننده کانادایی، جاستین بیبر است که برای چهارمین آلبوم استودیویی خود، هدف (۲۰۱۵) ضبط شد. ترانه در ابتدا به عنوان تک‌آهنگ تبلیغاتی در ۹ نوامبر ۲۰۱۵ منتشر شد و بعداً به عنوان سومین تک‌آهنگ آلبوم منتشر شد. ترانه توسط اد شیرن، بنی بلانکو و بیبر نوشته شد و بلانکو آهنگسازی را بر عهده داشت. خودت را دوست داشته باش یک آهنگ آکوستیک پاپ است که شامل گیتار الکتریک و مقدار مختصری ترومپت در تنظیم آن است. در حین ترانه بیبر از صدای بم و خشک در نت‌های پایین استفاده می‌کند. از لحاظ متنی، ترانه یک خداحافظی ناگهانی از معشوقهٔ سابق خودشیفته‌ش است که شخصیتش را اشتباه بازی کرده‌است.
در جدول ۱۰۰ آهنگ داغ بیلبورد ایالات متحده و جدول تک‌آهنگ‌های بریتانیا، ترانه، سومین ترانه رتبه یک متوالی بیبر شد که در ایالات متحده ۲۴ هفتهٔ غیرمتوالی را در ده ترانهٔ برتر سپری نمود و همچنین اولین ترانه رتبه یک بیبر در جدول ترانه‌های بزرگسالان معاصر شد. در بریتانیا نیز شش هفته در صدر جدول قرار داشت. "خودت را دوست داشته باش" در پنجاه کشور دنیا از جمله استرالیا، کانادا، نیوزیلند و سوئد در صدر جدول قرار گرفت. "خودت را دوست داشته باش" نامزد دو جایزه گرمی شد: ترانه سال و بهترین اجرای پاپ تک‌نفره.
موزیک ویدئو ترانه همراه با پروژهٔ هدف: جنبش در ۱۴ نوامبر ۲۰۱۵ منتشر شد که یک زوج را در حال رقص تفسیری در خانه‌شان نشان می‌داد. بیبر ترانه را با اجراهایی در برنامه‌های تلویزیونی و مراسم‌های اهدای جوایز در طی سال ۲۰۱۵-۲۰۱۶ تبلیغ کرد.